# Planistromella uniseptata
Planistromella uniseptata är en svampart som beskrevs av A.W. Ramaley 1993. Planistromella uniseptata ingår i släktet Planistromella och familjen Planistromellaceae.   Inga underarter finns listade i Catalogue of Life.